# Le Rapport Karski (film)
Pour les articles homonymes, voir Karski.
Pour plus de détails, voir Fiche technique et Distribution.
Le Rapport Karski est un documentaire de 49 minutes réalisé par Claude Lanzmann sur le résistant polonais Jan Karski (1914-2000), qui a alerté, au cours de la Seconde Guerre mondiale, les Alliés sur les atrocités perpétrées contre les Juifs,. Ce film, sorti en 2010, est composé d'archives de l'interview de Jan Karski, réalisée par Claude Lanzmann en 1978. Claude Lanzmann qui avait alors enregistré entre 8 et 9 heures d'entretien avec Karski, n'en avait, en effet, utilisé que 40 minutes dans son film Shoah.

## Origine du film

### Entretien avec Jan Karski en 1978
Entre 1976 et 1981, Claude Lanzmann retrouve et filme des témoins de la Shoah. Trois-cent cinquante heures de film sont tournées. Claude Lanzmann réalise, à partir de ces prises de vues, son film Shoah, qui sort en 1985. Parmi les interviews filmées par Claude Lanzmann, on trouve celle de Jan Karski, résistant polonais, témoin du Ghetto de Varsovie. L'entretien avait été demandé par Claude Lanzmann dès 1977. Jan Karski, qui n'avait plus parlé du génocide depuis plus de 20 ans, refusa à plusieurs reprises de se laisser interviewer. Les deux hommes se rencontrèrent finalement en octobre 1978. L'entretien s'étend sur deux journées et dure huit heures,. Karski parle de sa rencontre, en 1942, avec deux dirigeants juifs, témoins du génocide, et de sa découverte du Ghetto de Varsovie, qu'il visite clandestinement avec eux. Il fait aussi le rapport de ses rencontres avec des dirigeants alliés, dont le président Franklin Roosevelt, pour leur parler de la situation de la Pologne et les alerter sur la réalité du génocide en cours.

### Sortie du filmShoahen 1985
Claude Lanzmann conserve dans le film Shoah à peu près quarante minutes de cet entretien. Ces séquences sont essentiellement consacrées au témoignage de la rencontre de Jan Karski avec les deux dirigeants juifs et à la description du ghetto de Varsovie. On y entend aussi Jan Karski dire qu’il a fait, aux responsables alliés, le rapport demandé par les leaders juifs, mais sans plus de précisions.
Lors de la sortie du film Shoah, en 1985, Jan Karski donne son impression sur le film dans une interview accordée à la revue polonaise Kultura. Il salue la qualité de l’œuvre de Claude Lanzmann, voyant dans Shoah « le plus grand film qui ait été fait sur la tragédie des Juifs ».  Jan Karski estime que Claude Lanzmann a eu raison de sensibiliser le spectateur au fait que le génocide fut un phénomène unique, qui  ne peut être comparé à aucun autre. Cependant, il regrette que le film ne mentionne pas assez les personnes qui, au risque de leurs vies, ont contribué à sauver des milliers de Juifs, y compris en Pologne.
Concernant son propre témoignage, Jan Karski relève que la partie la plus importante à ses yeux, celle qui fait état de ses efforts pour alerter les gouvernements occidentaux, n’a pas été insérée dans le film. Il attribue ce choix à des questions de temps et de cohérence, l'œuvre de Claude Lanzmann étant consacrée à la description du génocide plus qu'à l’attitude des alliés ou aux actes de solidarité vis-à-vis des Juifs. Il estime que son témoignage sur les réactions indifférentes des gouvernements alliées aurait placé le génocide dans une perspective historique plus appropriée. Il appelle de ses vœux un autre film qui montre l’attitude réservée des dirigeants alliés, mais aussi la solidarité de milliers de gens ordinaires qui ont cherché à aider les Juifs.
En 1996, l’intégralité de l’interview de Jan Karski, réalisée en 1978 par Claude Lanzmann, est déposée au Musée mémorial de l’Holocauste à Washington. Le script complet de l’entretien, ainsi que les séquences filmées, peuvent y être consultés.

### Polémique début 2010
En septembre 2009, le romancier Yannick Haenel publie un roman intitulé Jan Karski, pour lequel il reçoit le Prix Interallié et le Prix du roman Fnac. Ce livre comporte trois parties. La première est directement inspirée de l’interview de Jan Karski dans le film Shoah. La deuxième résume en environ 80 pages le témoignage de Karski, publié en anglais en 1944 sous le titre Story of a secret state (Mon témoignage devant le monde). La troisième, présentée comme une fiction, comporte 72 pages et met en scène le personnage de Karski, sans réelle conformité avec le propre témoignage de ce dernier, . Dans cette troisième partie du livre, Yannick Haenel fait dire à Jan Karski que les Alliés sont complices de l'extermination des Juifs d'Europe. Roosevelt est décrit par lui comme un homme lubrique, bâillant, éructant, indifférent au monde alors que Jan Karski a souligné l’énergie et la capacité d’écoute du président américain lors de leur entretien. Ces passages du livre sont dénoncés par l’historienne Annette Wieviorka, spécialiste de la mémoire de la Shoah.
Claude Lanzmann, de son côté, publie dans le magazine Marianne du 23 janvier 2010, une critique vigoureuse de ce roman, qualifiant la troisième partie de « falsification de l'histoire ». Claude Lanzmann déclare à propos du livre de Yannick Haenel : « Les scènes qu'il imagine, les paroles et pensées qu'il prête à des personnages historiques réels et à Karski lui-même sont si éloignées de toute vérité […] qu'on reste stupéfait devant un tel culot idéologique, une telle désinvolture...», , . Yannick Haenel répond à cette critique en revendiquant la liberté du romancier : « la littérature est un espace libre où la "vérité" n'existe pas, où les incertitudes, les ambiguïtés, les métamorphoses tissent un univers dont le sens n'est jamais fermé. »
Yannick Haenel reproche alors à Claude Lanzmann de ne pas avoir inséré dans Shoah une partie du témoignage de Jan Karski parce que l’attitude de ce dernier « ne correspondait pas à ce qu'il attendait de lui », et pour rendre « impossible qu'on puisse voir, dans son film, un Polonais qui n'est pas antisémite ». Ce à quoi Claude Lanzmann répond que la présence, dans le film Shoah, du long témoignage bouleversant de Jan Karski, était la meilleure preuve qu’il ne s’agissait pas d’un film anti-polonais. Evoquant les raisons pour lesquelles il n'a pas inséré les séquences sur les rencontres de Jan Karski avec les dirigeants alliés, Claude Lanzmann rappelle que Jan Karski témoigne pendant quarante minutes dans son film et que celui-ci, qui dure 9h30, ne pouvait pas être plus long», . Il déclare aussi : « L'architecture de mon film commandait la construction, le maintien, de la tension dramatique du début à la fin. Puisqu'on savait que les Juifs n'ont pas été sauvés, il m'est apparu plus fort de laisser Karski dire, c'est son dernier mot dans Shoah, « Mais j'ai fait mon rapport sur ce que j'avais vu», plutôt que de l'entendre raconter : « J'ai dit ceci à un tel, ceci à un tel... Et voilà comment il a réagi... »,.
Enfin, Haenel reproche à Lanzmann d'avoir piégé Karski. Pour le convaincre de se laisser interviewer en 1978, il lui a écrit que la question du sauvetage des Juifs serait l'un des sujets majeurs du film. Lanzmann répond que c'était bien son intention de parler de ce thème dans son film, ainsi que de la responsabilité des alliés. Mais il n'en était alors qu'au début de son travail d'investigation et il s'est ensuite rendu compte de la complexité de cette question qu'il n'a finalement pas abordée.

### Sortie du filmLe Rapport Karskien mars 2010
En janvier 2010, Claude Lanzmann annonce qu'il vient de réaliser, un film intitulé Le Rapport Karski. Celui-ci est monté à partir d'une partie de l’interview de 1978 qui n’avait pas été insérée dans le film Shoah. Lanzmann dit avoir fait ce film avec l'intention explicite de rétablir la vérité sur Karski. Le film est diffusé pour la première fois en France, le 17 mars 2010, sur la chaîne Arte, . En présentant le film, Claude Lanzmann lie clairement sa diffusion à la polémique des mois précédents : « La raison de ce film, c'est le livre d'un certain Haenel, son Jan Karski, roman. Je l'ai lu avec stupéfaction ». Le même mois, en mars 2010, le livre de Jan Karski, « Mon témoignage devant le monde », qui était épuisé dans sa version française, est réédité par les éditions Robert Laffont.

## Contenu
Jan Karski témoigne de sa rencontre avec le président Roosevelt en juillet 1943, pour lui parler de l’avenir de la Pologne et l’alerter sur le massacre en masse des Juifs en Europe. Il raconte à Roosevelt ce qu’il a vu dans le Ghetto de Varsovie et demande que les Juifs soient aidés par les alliés. D’après Karski, Roosevelt ne répond pas directement à sa demande mais dit que les nations alliées vont gagner la guerre, que justice sera faite et les criminels punis. Roosevelt l’interroge sur la Pologne mais ne pose pas de questions particulières sur les Juifs. Toutefois, à la demande expresse du président, Karski dit pouvoir ensuite rencontrer des personnages influents de Washington. Parmi ceux-ci, Felix Frankfurter, juge à la Cour suprême, lui-même d’origine juive, qui ne parvient pas à le croire.
À la fin du film, Jan Karski fait le constat que le génocide était une donnée tellement nouvelle, que les responsables politiques n’arrivaient pas à comprendre réellement ce qui se passait : « Ce genre d'événements, n'était jamais arrivé. Pour un être humain normal, cultivé, avec des responsabilités politiques - pour chacun de nous d'ailleurs -, le cerveau ne peut fonctionner que dans certaines limites : ce que notre environnement, avec les livres, la connaissance, les informations, a mis dans notre cerveau. Et, à un certain point, nos cerveaux n'ont sans doute plus la capacité de comprendre ».
Claude Lanzmann a placé, en déclaration liminaire de ce film, une citation de Raymond Aron, qui évoque les informations circulant sur le génocide pendant la guerre  : « J'ai su mais je ne l'ai pas cru. Puisque je ne l'ai pas cru, je ne l'ai pas su ». Le réalisateur lit également, en préambule du film, un texte disant que les Juifs d'Europe ne pouvaient pas être sauvés pendant la guerre, .

## Analyse

### Statut du document

#### Par rapport à l’interview de 1978
En 1978, Claude Lanzmann interroge Jan Karski pendant deux jours. La première journée est consacrée à la description du Ghetto de Varsovie au milieu de l’année 1942 et à l’appel à l’aide de deux dirigeants juifs ; la seconde journée s'intéresse au rapport fait par Jan Karski auprès de responsables occidentaux. Ces deux journées livrent les deux volets thématiques du témoignage de Karski : la description de l’extermination et la façon dont il a pu en rendre compte à l’époque. Seul le premier volet est présent dans Shoah, les séquences sur Karski se terminant par la phrase charnière « Mais j’ai fait mon rapport, j’ai dit ce que j’avais vu »...», . Le film Le Rapport Karski prolonge et éclaire le témoignage de la première journée en donnant des précisions sur les circonstances de ce rapport.
Ces deux films, Shoah et Le Rapport Karski, n’épuisent toutefois pas tout le témoignage de Jan Karski, une partie des prises de vues restant encore inexploitées par Claude Lanzmann. 
Parmi celles-ci, conservées au Musée mémorial de l’Holocauste à Washington, on voit Jan Karski rapporter plusieurs requêtes des deux dirigeants juifs, qui demandent une intervention publique du pape Pie XII ou souhaitent que la résistance polonaise punisse les Polonais qui persécutent les Juifs. D’après Jan Karski, cette dernière a tenu compte de cette demande. Jan Karski déplore toutefois l’indifférence de plusieurs de ses interlocuteurs occidentaux quand il aborde avec eux le sort des Juifs.

#### Par rapport à l’ensemble des documents sur Jan Karski
Claude Lanzmann a retrouvé la trace de Jan Karski en 1977, à une époque où l’ancien résistant polonais ne souhaitait plus parler du génocide. Dans les années qui suivent l’interview de 1978, Jan Karski manifeste le désir de témoigner publiquement. D'après son biographe, Thomas Wood, son attitude envers le passé a changé. L’arrivée d’historiens révisionnistes et de groupes extrémistes qui qualifient le génocide de mystification juive l'encouragent à reprendre la parole. En outre, il garde un ressentiment vis-à-vis de ceux qui n'ont pas, à ses yeux, tenu compte pendant la guerre de ses supplications au nom des Juifs et désire dénoncer publiquement cette attitude. En 1981, il est invité à la « Conférence Internationale des Libérateurs » à Washington où il parle de sa mission pendant la guerre et estime que les alliés n’ont pas fait ce qu’ils devaient pour sauver les Juifs, . Il refuse de nombreuses sollicitations, venant de chaînes de télévisions, un contrat avec Claude Lanzmann l'engageant à ne paraître dans aucune interview filmée jusqu'à la sortie du film Shoah, . Après 1985, et la sortie du film Shoah, Jan Karski raconte, à plusieurs reprises, son entretien avec Roosevelt et d’autres dirigeants. Il déclare, en 1986, que les dirigeants alliés ont abandonné les Juifs d'Europe à leur sort. Une biographie lui est consacrée en 1994, écrite par Thomas Wood et Stanislaw M. Jankowski, .
Son sentiment contrasté sur sa mission de témoin du génocide est résumée par son ami, le journaliste polonais Maciej Wierzynski : « Il était hanté par le fait que son témoignage n'ait pas changé le cours des choses, mais cela ne le surprenait pas. Il avait une conscience aiguë de la Realpolitik et du destin tragique des petits pays et des petits peuples ».
Le film Le Rapport Karski ne peut être analysé qu'en le confrontant à tous ces documents. Ainsi, Jan Karski a pu donner un témoignage plus précis sur sa mission grâce à des documents d'archives que son biographe Thomas Wood a retrouvé dans les années 1990. Thomas Wood a notamment établi que, contrairement à ce dont Karski se rappelle dans l’entretien avec Claude Lanzmann de 1978, il avait en fait rencontré le juge Felix Frankfurter avant de voir Roosevelt.

#### Par rapport à d’autres alertes sur le génocide en cours
Lorsque Jan Karski alerte, à partir de novembre 1942, les dirigeants alliés sur le sort de Juifs de Pologne, il est le premier à leur donner un témoignage oculaire sur l’extermination. La relation, dans « Le Rapport Karski », de ces rencontres, représente donc un témoignage essentiel,. Hormis son témoignage oral, il a transporté de Pologne occupée, cachés dans une clé, des microfilms contenant les informations collectées par la Résistance polonaise, notamment sur l'extermination des Juifs,. Le Ministre des Affaires étrangères du Gouvernement polonais en exil à Londres transmettra ces informations aux Gouvernements alliés entre fin novembre et début décembre 1942, rassemblées sous la forme d'une note diplomatique, qui constitue, à cette date, le rapport le plus précis et accablant sur l'extermination des Juifs en Pologne occupée par l'Allemagne nazie et la première dénonciation officielle par un gouvernement allié de l'Holocauste en cours.
Karski n’est toutefois pas le seul à avoir informé les alliés. Plus tôt, pendant l’été 1942, Gerhart Riegner, représentant du conseil juif à Genève, avait informé, dans un télégramme de quelques lignes, les alliés du plan d’extermination des Juifs d’Europe. Les 25 et 26 novembre 1942, le New York Times publie des articles et communiqués révélant la destruction massive des Juifs. Un autre article du même journal, daté du 2 décembre 1942, rend à nouveau compte de la destruction massive des Juifs. Il est notamment inspiré par les informations communiquées par le gouvernement polonais en exil d'abord aux gouvernements anglais et américain, puis aux leaders de la communauté juive, enfin aux médias. Le 17 décembre 1942, sur base du recoupement de plusieurs sources d'information, les Alliés livrent une déclaration commune dénonçant la mise en application des intentions d'Hitler concernant l'extermination des Juifs d'Europe. Roosevelt, était donc informé de la situation tragique des Juifs d’Europe centrale et de l’Est, quand il rencontre Karski le 28 juillet 1943. L’année suivante, Rudolf Vrba et Alfred Wetzler, qui ont réussi à s’évader du camp d’Auschwitz le 7 avril 1944, écriront un rapport détaillé du mode opératoire du génocide en cours.

### Réception
L'accueil fait par les médias au film Le Rapport Karski est influencé par la polémique ouverte à la suite de la publication du livre Jan Karski, de Yannick Haenel, et aux débats qu'il a suscité : «  Que pensait Jan Karski de l'attitude des alliés ?», «  Quelle était sa mission ?», «  Comment s'est passée l'entrevue avec Roosevelt ?», «  A-t-il été entendu ?», «  Les alliés pouvaient-ils sauver les Juifs d'Europe ?», .

#### Sur l'attitude de Karski et celle de Roosevelt
Plusieurs commentateurs, comme Annette Wieviorka, dans le Nouvel Observateur, Christophe Ono-dit-Biot, dans Le Point, ou Laurent Larcher, dans La Croix, relèvent que, dans le film, Karski précise bien à Claude Lanzmann que sa mission auprès des gouvernements occidentaux concernait prioritairement la Pologne et son avenir. Cette déclaration le distingue du personnage romanesque de Haenel, pour qui l'annonce de l'extermination semblait passer avant tout,,.
Par ailleurs, les observateurs notent la fierté manifeste de Karski d'avoir rencontré Roosevelt, et l'admiration qu'il a pour le président américain. Concernant le témoignage sur l'extermination des Juifs, Roosevelt, même s'il n'a pas approfondit ce sujet, en a tenu compte puisque, d'après Karski, il lui a permis de rencontrer des personnalités importantes de son administration pour en parler avec elles,.

#### Sur les interventions possibles des alliés
La sortie du film Le Rapport Karski est précédée et accompagnée de plusieurs articles et débats sur la position des alliés face au génocide. Le 4 mars, Le Nouvel Observateur consacre tout un dossier sur ce thème. Claude Weill y livre un long article intitulé Les Alliés ont-ils abandonnés les Juifs ?, consacré à ce que savaient les alliés, ce qu'ils ont dit publiquement et ce qu'ils ont fait ou envisagé de faire. Une chronologie sur ce sujet est aussi mise en ligne le 4 mars sur le site du journal. Dans le même numéro, Claude Lanzmann dénonce l'illusion rétrospective d'un sauvetage des Juifs par les alliés. Il étudie les possibilités de secourir les Juifs d'Europe et conclut que le sauvetage d'un grand nombre de Juifs n'était pas vraiment réalisable une fois la guerre commencée.
La question de l'attitude des alliés est aussi au centre d'interviews radiophoniques de Claude Lanzmann sur la chaîne Public Sénat, le 2 avril 2010, et dans l'émission Les Matins de France Culture, le 17 mars 2010. France Culture, le même jour, étudie également ce dossier avec des historiens dans l'émission Du grain à moudre, où interviennent Christian Destremeau, Céline Gervais-Francelle, Claude Weill et Saul Friedländer.

#### Sur le lien entre savoir et croire
Christophe Ono-dit-Biot note que Lanzmann demande explicitement à Karski quel jugement il porte sur les responsables qui n'ont pas saisi l'importance de son rapport. Karski, plutôt que de juger, explique alors que l'évènement de l'extermination étant nouveau, ses interlocuteurs n'étaient sans doute pas préparés intellectuellement à le comprendre. Karski lui-même dit : « L'extermination des Juifs était incompréhensible aussi pour moi (...) L'humanité qui n'avait pas vu de ses propres yeux ces horreurs ne pouvait pas les concevoir ».
À la suite du témoignage de Karski, Laurent Larcher relève que les alliés ne pouvaient pas comprendre la réalité de cette extermination : « Ils savaient mais ne croyaient pas (...) parce que l'évènement était si effarant que personne ne pouvait mesurer la réalité de cette destruction ». Plusieurs journalistes sont notamment frappés par la phrase du juge juif Felix Frankfurter, qui n'arrive pas à croire le récit de Karski sur l'extermination : « Je ne dis pas que vous êtes un menteur, je dis que je ne vous crois pas. »,,. Pour Laurent Larcher ce scepticisme évoque les travaux de Jean-Pierre Dupuy, qui montrent qu'« une catastrophe sue n'est pas nécessairement crue».
Dans les débats qui accompagnent la sortie du film, Claude Lanzmann, auteur du film, estime que Le Rapport Karski pose la question Qu'est-ce que c'est que savoir ? : « Quand on est dans un confortable bureau de Washington ou de New York, qu'est ce que cela veut dire que le récit que Karski fait. ». L'idée que la connaissance déboucherait immédiatement sur de l'action est, à son sens, trop simpliste. Ce thème des liens entre savoir, comprendre et croire est repris par Laurent Larcher. Selon lui, on commettrait une erreur en surinvestissant le pouvoir du témoin. Il cite Paul Ricœur évoquant les cas où « l'expérience extraordinaire prend à défaut la capacité de compréhension moyenne, ordinaire. Il est des témoins qui ne rencontrent jamais l'audience capable de les écouter et de les entendre ».

#### Sur le lien avec d'autres documents
Les observateurs remarquent que l'attitude de Karski dans ce film est différente de celle du premier jour de l'interview de 1978 avec Lanzmann, où il décrivait le Ghetto de Varsovie. Il est cette fois manifestement plus à l'aise, cette 2e partie de son témoignage réveillant moins de souvenirs douloureux,.
Des commentateurs rappellent aussi que Le Rapport Karski n'est pas le seul document sur le témoignage de Jan Karski. Ainsi l'Express résume, dans son numéro du 11 mars 2010, une partie non diffusée de l'interview de 1978 entre Lanzmann et Karski. De son côté, le site pileface consacré à Philippe Sollers, éditeur de Yannick Haenel, publie une correspondance avec le biographe Thomas Wood sur Jan Karski et le compte-rendu de la relation Karski-Lanzmann (avec des inédits).
Le site donne également les références d'autres interviews filmées de Jan Karski.

## Autres films sur la rencontre entre Karski et Roosevelt
- (en) Interview de Jan Karski par Renée Firestone, Holocauste rescue and aid provider Jan Karski Testimony, (1 h 09 min 14 s), éd. Archive du USC Shoah Foundation Institute, 10 mars 1995. Extraits en ligne
- (en) Interview de Jan Karski par son biographe E. Thomas Wood, How One Man Tried to Stop the Holocaust, 1994. Extraits en ligne